# Provincie Mekka
Mekka je jedna z provincií Saúdské Arábie. Leží v historickém regionu Hidžáz na pobřeží Rudého moře. Hlavním městem provincie je město Mekka, které je známé jako jedno ze svatých měst Islámu, a po kterém provincie nese svůj název. Nejlidnatějším městem provincie je nicméně město Džidda, které je zároveň nejvýznamnějším saúdskoarabským přístavem.
V provincii žilo v roce 2017 8 557 000 obyvatel, z nichž asi 53 % tvořili Saúdové a zbylých 47 % byli zejména cizinci, kteří v zemi pobývají. Provincie Mekka tak byla k témuž roku nejlidnatější provincií v zemi (žilo zde asi 26 % obyvatel Saúdské Arábie). Provincie Mekka je zároveň po Východní provincii a provincii Rijád třetí největší saúdskoarabskou provincií z hlediska rozlohy. Provincie se dále dělí na 16 guvernorátů a 111 marákiz.